# NGC 70
NGC 70 је спирална галаксија у сазвежђу Андромеда која се налази на NGC листи објеката дубоког неба.
Деклинација објекта је + 30° 4' 44" а ректасцензија 0h 18m 22,4s. Привидна величина (магнитуда) објекта NGC 70 износи 13,4 а фотографска магнитуда 14,2. NGC 70 је још познат и под ознакама IC 1539, UGC 174, MCG 5-1-67, CGCG 499-108, ARP 113, VV 166, PGC 1194.